# Sông cảm triều

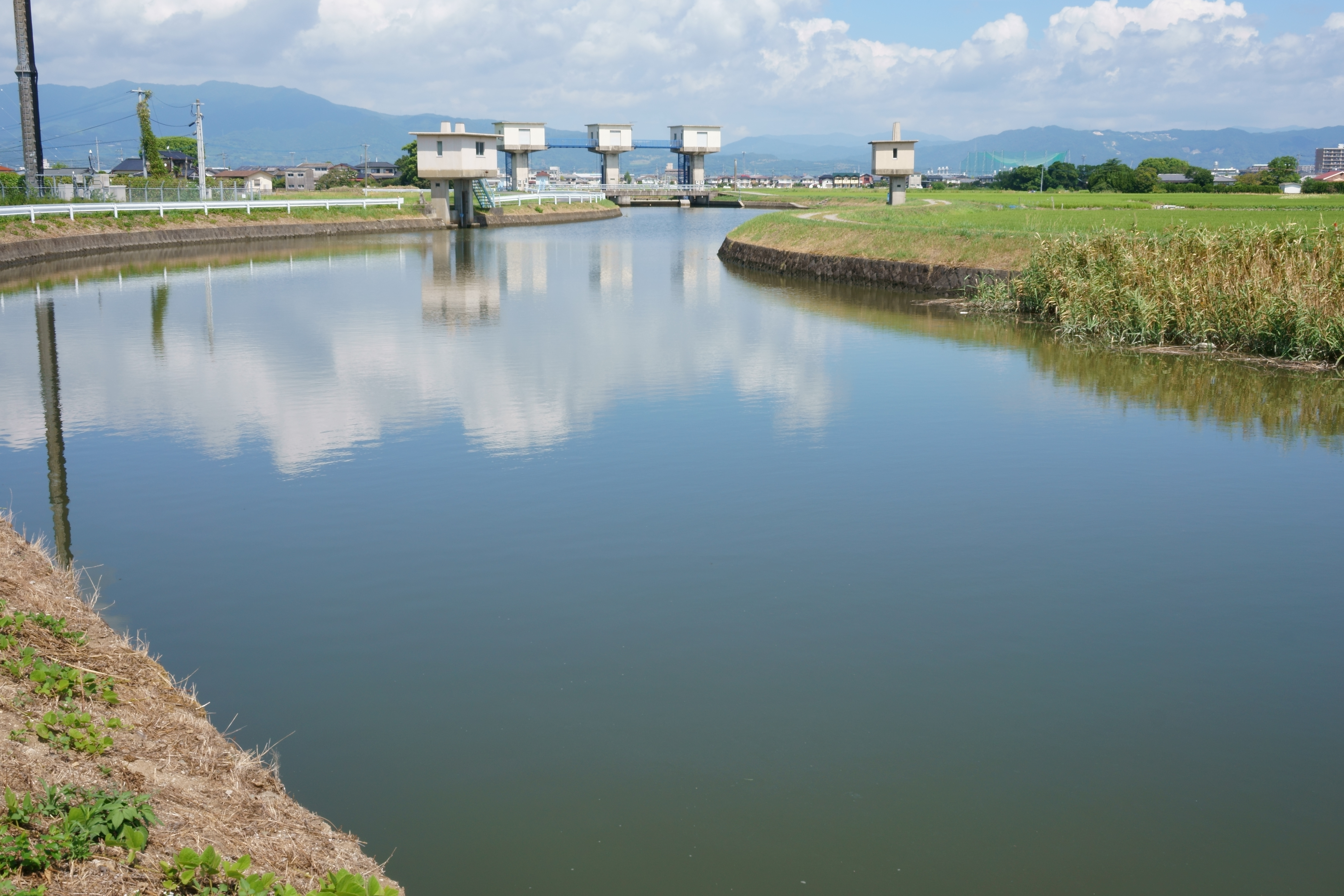
Sông Honjoe - thuộc hệ thống sông ngòi Kase, tỉnh Saga, lúc triều cao.

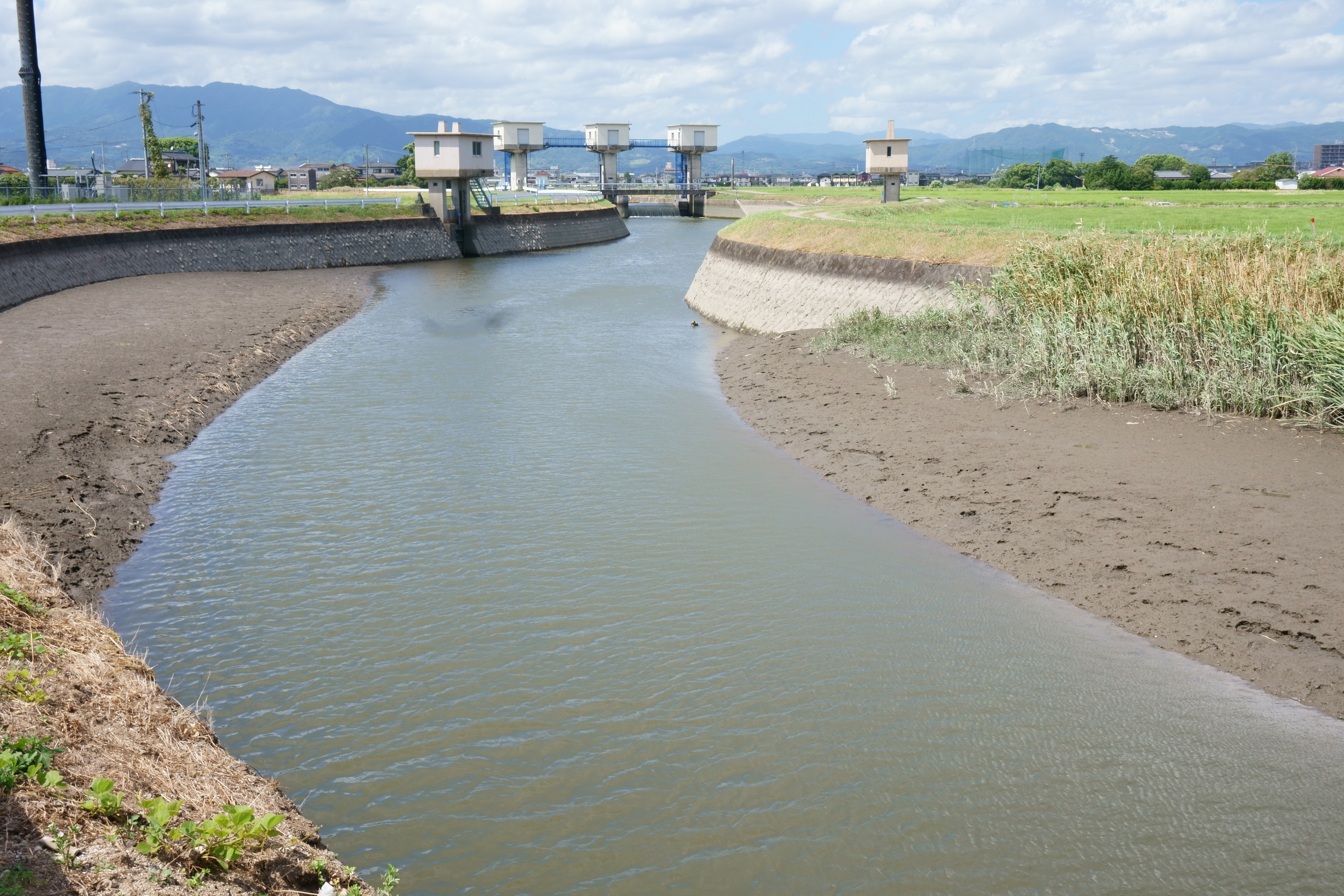
Sông Honjoe lúc triều thấp. Ở phía sau có một cống ngăn nước để ngăn chặn nước biển chảy vào.

Sông cảm triều (chữ Nhật: 感潮河川, chữ Anh: tidal river), hoặc gọi là sông triều nhập, là đoạn sông tính từ cửa sông đến ranh giới vùng triều bị thuỷ triều của biển và đại dương ảnh hưởng, khiến cho độ mặn, mực nước, lưu tốc, lưu lượng,... có sự thay đổi mang tính chu kì rõ rệt.

## Nguyên nhân hình thành
Sau khi sóng dài của thuỷ triều tiến vào cửa sông, không những bị sự giảm dần của độ sâu nước và sự co hẹp của hai bờ ảnh hưởng, mà còn bị dòng nước khá lớn đổ dồn về hạ du khiến cho sự tiến nhập của sóng triều bị cản trở, do đó hiện tượng thuỷ triều ở cửa sông cũng thường khá phức tạp.
Khi sóng triều ở đoạn cửa sông tiến về phía trước, một mặt bị sự nâng lên và lực cản của lòng sông ảnh hưởng, một mặt bị sự cản trở của nước sông đổ xuống, năng lực lên xuống của nước triều dần dần tiêu hao, tốc độ dòng chảy giảm dần.
Khi sóng triều tiến về phía trước một khoảng cách tương đối, nước triều rút ở ngoài cửa sông, thì nước triều ở trong cửa sông lập tức chảy về biển lại, mực nước của con triều liên tục không ngừng rút xuống, thuỷ lượng triều rút tính từ sườn sau của sóng triều cũng nhiều thêm. Vì vậy, không chỉ lưu tốc ngược dòng sóng triều vì nguyên do lực cản của dòng sông nên suy yếu, mà chính là thuỷ lượng vì nguyên do triều rút mà giảm bớt. Đợi khi sóng triều đi ngược dòng cho đến một địa điểm nào đó, lưu tốc dòng triều đúng lúc triệt tiêu lẫn nhau với tốc độ xả xuống hạ du của dòng sông, nước triều thôi chảy ngược, chỗ đó gọi là ranh giới nước triều.
Ở phía trên ranh giới nước triều, sóng triều vẫn liên tục không ngừng đi ngược dòng, đây là kết quả do dòng sông bị tắc nghẽn và bồi tích, nhưng mà chiều cao của sóng triều suy giảm nhanh chóng và mãnh liệt, cho đến chỗ chênh lệch triều cao và triều thấp bằng không thì thôi, ta mới gọi đây ranh giới vùng triều.

## Đặc trưng
Sông cảm triều phổ thông mà nói có sẵn các đặc trưng dưới đây:
- Thời gian triều lên khá ngắn, thời gian triều rút khá dài.
- Chênh lệch thời gian triều lên và triều rút, tuỳ theo thuỷ lượng của sông mà tăng giảm; thời kì nước cao lớn, thời kì nước thấp ít.
- Sóng triều bên trong sông có tính tiếp diễn, thời gian triều thấp nhất và triều cao nhất thông thường có chênh lệch vài tiếng đồng hồ.
- Triều lên vì nguyên do nước biển nặng hơn nước sông, cho nên có hình dạng chêm ở phần dưới của nước sông, đi ngược dòng mà lên, nhưng mà hiện tượng này chỉ giới hạn ở đoạn hạ du, hơn nữa đoạn sông cảm triều có địa thế thấp bằng (độ dốc của lòng sông thoai thoải) phải dài.
- Do ảnh hưởng của tự quay Trái Đất, mức nước của hai bờ sông lớn có một số khác biệt. Ở bán cầu Bắc, tình huống cảm triều của bờ phải cao hơn bờ trái (nhưng sự ảnh hưởng tương đối có giới hạn).
- Hạ du của dòng sông có địa hình uốn lượn tự do, dòng nước quanh co thong thả, thời gian trễ và chiều dài của sông cảm triều thực sự rõ ràng, thí dụ như tính cảm triều của sông Cơ Long.

Sông cảm triều không nhất định toàn đoạn đều bị thuỷ triều ảnh hưởng, đoạn sông bị thuỷ triều ảnh hưởng gọi là đoạn sông cảm triều (tidal reach). Thông thường mà nói, sông cả có độ dốc lòng sông thoai thoải, thì đoạn sông cảm triều khá dài. Sự thay đổi độ mặn của sông cảm triều thường giới hạn ở bộ phận hạ du, nhưng mà sự thay đổi mức nước và lưu tốc của nó có thể ảnh hưởng tướng đối đến thượng du.
Khi cửa sông có hình dạng loa, càng dễ bị hải triều xông vào, hình thành sự khác biệt của gradient mực nước biển ngoài cao trong thấp, sản sinh chênh lệch triều cao và triều thấp khá lớn, thí dụ như hải triều sông Tiền Đường nổi tiếng ở vịnh Hàng Châu.

## Sông cảm triều chủ yếu
- Sông Severn[1][2] - chảy qua xứ Wales, đảo Anh.
- Sông Seine[2] - chảy qua phía bắc nước Pháp, thuộc lục địa châu Âu.
- Sông Hooghly [3] - chảy qua khu vực Hugli-Chinsurah ở bang Tây Bengal, phía tây Ấn Độ.
- Sông Tiền Đường[2] - chảy qua phía bắc Trung Quốc đại lục.
- Sông Dương Tử (bộ phận hạ du của Trường Giang)[2][4]  - chảy qua phía nam Trung Quốc đại lục.
- Sông Cửu Long (bộ phận hạ du của sông Mê Kông) - chảy qua Việt Nam ở phía tây nam bán đảo Đông Dương, hình thành đồng bằng sông Cửu Long ở cửa sông.
- Sông Hồng - chảy qua Việt Nam ở phía đông bắc bán đảo Đông Dương, hình thành đồng bằng sông Hồng ở cửa sông.[5]
- Sông Petitcodiac[3] - chảy qua phía đông Bắc Mĩ, thuộc Canada.
- Sông Saint John (phần sông ở Canada)[6] - chảy qua phía Bắc Mĩ.
- Sông Saint Lawrence[7] - chảy qua phía đông Bắc Mĩ.
- Sông Hudson[2] - chảy qua phía đông Bắc Mĩ.
- Sông Potomac[8] - chảy qua phía đông Bắc Mĩ.
- Sông Orinoco[2] - chảy qua phía bắc Nam Mĩ.
- Sông Amazon[3] - chảy qua phía bắc Nam Mĩ.

## Hình ảnh

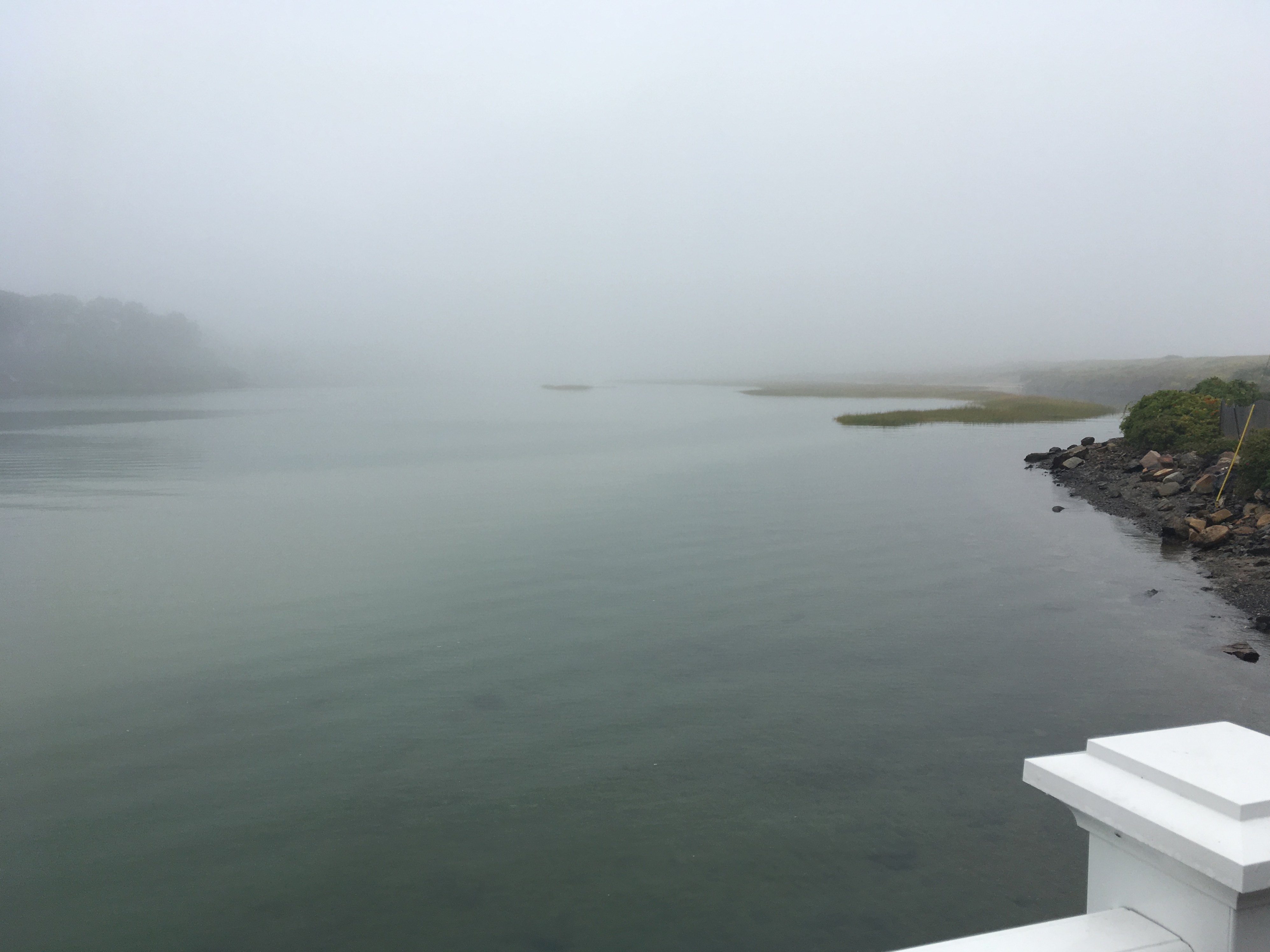
Sông Ogunquit lúc triều cao
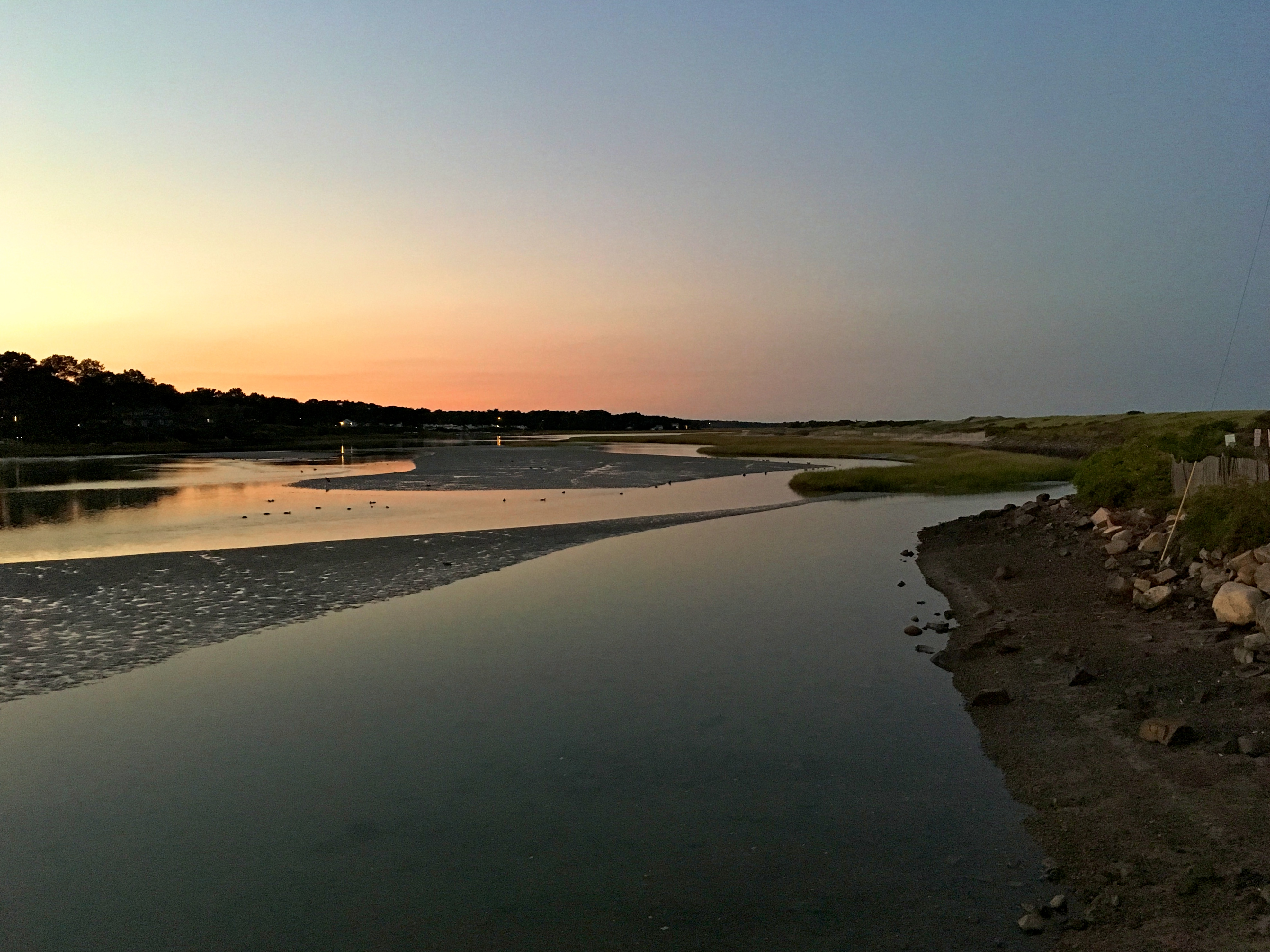
Sông Ogunquit lúc bán triều
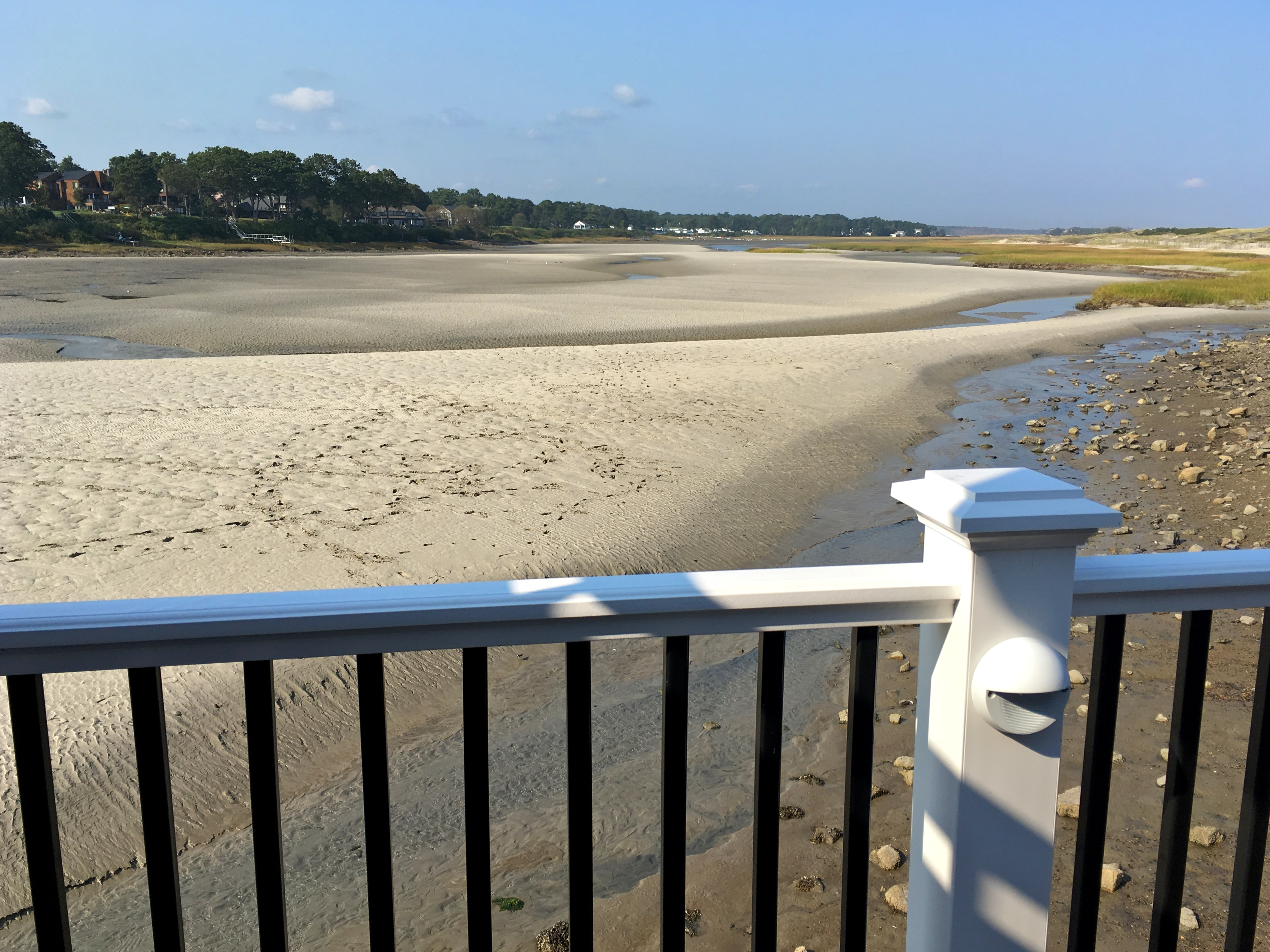
Sông Ogunquit lúc triều thấp